# Мбуда
Мбуда (фр. Mbouda) — город в Западном регионе Камеруна. Является административным центром департамента Бамбутос. Расположен к северо-западу от города Бафусам.
Население по данным на 2012 год составляет 49 313 человек. Преобладающая этническая группа — бамилеке.